# IC 52
IC 52 ist eine Spiralgalaxie vom Hubble-Typ Sdm im Sternbild Fische auf der Ekliptik. Sie ist rund 92 Millionen Lichtjahre von der Milchstraße entfernt und hat einen Durchmesser von etwa 25.000 Lichtjahren.
Das Objekt wurde am 19. August 1892 vom französischen Astronomen Stéphane Javelle entdeckt.